# هارولد تسفي شيفرين
هارولد تسفي شيفرين (ولد في 26 سبتمبر 1922) هو بروفيسور إسرائيلي في دراسات شرق آسيا وعلم الاجتماع في الجامعة العبرية في القدس، ومؤسس دراسات شرق آسيا في إسرائيل. 
حصل على جائزة إسرائيل في عام 2015.

## حياته
ولد هارولد تسفي شيفرين عام 1922 في روتشستر في نيويورك. وفي عام 1943، عندما كان طالبًا جامعيًا، تم تجنيده في الجيش الأمريكي وتمركز في جبهة المحيط الهادئ. أثناء خدمته، كان متمركزًا في معسكر ريتشي ويعتبر جزءًا من فريق ريتشي بويز. أرسله الجيش إلى جامعة كاليفورنيا في بيركلي لدراسة اللغة والثقافة الصينية (1943-1944). بعد تخرجه، كان متمركزًا في مانيلا، حيث كان هناك في ذلك الوقت مجتمع كبير من المهاجرين الصينيين.
وفي عام 1948، هاجر إلى إسرائيل ضمن إطار منظمة "ماشال" (المتطوعين في الخارج).
بين عامي 1955 و1957 عاد إلى بيركلي وأكمل درجة الماجستير في الدراسات الصينية تحت إشراف روبرت أ. سكالابينو. عاد إلى إسرائيل لمتابعة درجة الدكتوراه تحت إشراف شموئيل آيزنشتات. في عام 1961 حصل على درجة الدكتوراه من قسم علم الاجتماع في الجامعة العبرية وواصل أبحاث ما بعد الدكتوراه في جامعة هارفارد.
عند عودته انضم إلى الطاقم الأكاديمي في الجامعة العبرية. بحلول عام 1958، كان يقدم دورات في التاريخ الصيني، والتي كانت تجتذب حشودًا كبيرة من الطلاب. طوال الستينيات، عندما كان تاريخ ولغات الصين واليابان لا يزالوا مقصورين أكاديميا على فئة معينة في إسرائيل، أصر على مركزية شرق آسيا بشكل عام، والصين بشكل خاص، في الساحة السياسية والاقتصادية الدولية.
وفي عام 1968، توجت جهوده بتأسيس قسم دراسات شرق آسيا في الجامعة العبرية (المعروف آنذاك باسم قسم الدراسات الصينية واليابانية، وهو الأول من نوعه في إسرائيل. وكان يمثل الدراسات اليابانية في ذلك الوقت من قبل أبراهام التمان) وضع شيفرين أسس البحث وتدريس الدراسات الصينية في إسرائيل. قام بتجميع كبار الباحثين في هذا المجال في القسم وقام بتدريب الأجيال القادمة من الباحثين في شرق آسيا في إسرائيل. تقاعد عام 1990، لكنه واصل البحث والمشاركة في أبحاث القسم.
كان شيفرين أيضًا عميدًا لكلية الطلاب الأجانب (1968-1970)، وترأس معهد هاري إس ترومان لتعزيز السلام (1979-1987)، وترأس المؤسسة التعليمية الأمريكية الإسرائيلية (برنامج فولبرايت 1980-1987).
نالت أنشطته على المستويين الوطني والدولي من أجل هجرة اليهود من الاتحاد السوفيتي وإطلاق سراح أسرى صهيون اعترافًا عالميًا.
كما شغل مناصب بحثية وتدريسية في جامعة هارفارد (1962–63) وبيركلي (1988–89)، وكان ضيفًا على الأكاديمية الصينية للعلوم الاجتماعية في بكين قبل وقت طويل من إقامة العلاقات الدبلوماسية بين الصين وإسرائيل. وفي عام 2010، تم اختياره من قبل المكتبة الوطنية الصينية كواحد من "أعظم مائة عالم في علم الصينيات في كل العصور".[بحاجة لمصدر]

## أبحاثه
شيفرين هو خبير في الثورة الجمهورية في الصين عام 1911 وفي سون يات سين (1866–1925) أبو الجمهورية الصينية ومؤسس الصين الحديثة. وهو متخصص في التاريخ الاجتماعي والفكري للصين الحديثة، ولا سيما الانتقال من الصين الإمبراطورية إلى الجمهورية (حوالي 1840-1949).

## روابط خارجية
- قسم الدراسات الآسيوية في الجامعة العبرية
- شيفرين على الموقع الإلكتروني لمركز فريبيرج لدراسات شرق آسيا بالجامعة العبرية
- شيفرين على موقع قسم الدراسات الآسيوية في الجامعة العبرية
- شيفرين على الموقع الإلكتروني لمكتبة الصين الوطنية
- تحية لانتخابه ضمن "أعظم 100 عالم صيني في كل العصور" على موقع الجامعة العبرية
- الحائزون على جائزة جون كينغ فيربانك لدراسات شرق آسيا، الجمعية التاريخية الأمريكية